# Chrysopogon pilosifacies
Chrysopogon pilosifacies är en tvåvingeart som beskrevs av Clements 1985. Chrysopogon pilosifacies ingår i släktet Chrysopogon och familjen rovflugor. Inga underarter finns listade i Catalogue of Life.